# Red Light District Video
Red Light District Video è una casa di produzione cinematografica statunitense specializzata nel cinema pornografico con sede a Chatsworth in California.

## Storia
È stata fondata nel 2001 dall'attore Vince Vouyer, per lungo tempo direttore alla Anabolic Video, e da Dion Giarrusso, che ha lavorato come manager generale alla Elegant Angel. La società ha iniziato a produrre contenuti pornografici a tema hardcore e gonzo, cercando di raggiungere standard più alti e girando le scene in lussuose ville piuttosto che nelle stanze degli alberghi. Il primo film dello studio è stato 110% Natural che è stato rilasciato il 1 novembre 2001.
Nel 2004 riescono ad ottenere i diritti per la produzione del video amatoriale 1 Night in Paris con protagonista Paris Hilton, il quale è divenuto uno dei titoli più venduti dell'anno.

## Riconoscimenti
Lo studio ha ottenuto oltre 30 premi nei maggiori concorsi del settore tra i quali:
AVN Awards
- 2003 - Best Oral-Themed Feature per Throat Gaggers[6]
- 2003 - Best All-Sex DVD per Breakin' 'Em In 2[6]
- 2004 - Best Pro-Am Release per Breakin' 'Em In 5[7]
- 2004 - Best Pro-Am Series per Breakin' 'Em In [7]
- 2005 - Best Pro-Am Series per Breakin' 'Em In[8]
- 2005 - Best Renting Title Of The Year per 1 Night In Paris[8]
- 2005 - Best Selling Title Of The Year per 1 Night In Paris[8]
- 2006 - Best P.O.V. Release per Manuel Ferrara's POV[9]
- 2006 - Top Selling Title Of The Year per 1 Night In China[9]
- 2009 - Best Ethnic-Themed Series - Latin per Young Tight Latinas[10]
- 2010 - Best Ethnic-Themed Series - Latin per Young Tight Latinas 17[11]

XBIZ Awards
- 2010 - Transexual Movie Of The Year per My Girlfriend’s Cock 5[12]

XRCO Award
- 2004 - Best Pro-Am Series per Breakin' 'Em In[13]
- 2005 - Best Amateur/Pro-Am Series per Breakin' 'Em In[14]
- 2006 - Best POV Movie per POV Pervert 5[15]